# Nammo
Nammo или Nordic Ammunition Company — совместная норвежско-финская компания, специализирующаяся на производстве боеприпасов, реактивных двигателей и космического оборудования. Имеет подразделения в Финляндии, Норвегии, Швеции, Германии, Швейцарии, Испании, Австрии, США и Канаде.
Организационно имеет в своём составе пять подразделений:
отделение малых калибров;
отделение средних и больших калибров;
отделение производства ракет;
отделение Demi;
отделение Nammo Talley.
Акции компании разделены поровну и принадлежат Министерству торговли и промышленности Норвегии и оборонной корпорации Patria.

## Продукция
- широкая номенклатура патронов к различным видам оружия
- ручные гранаты
- ракетные боеголовки

## Разработки
- Raufoss Mk 211
- .338 Lapua Magnum
- 6,5×47 мм Lapua
- боеприпасы с дистанционным подрывом к автоматическому гранатомёту Mk 47 Striker
- IRIS-T